# Alena Saili
Pour les articles homonymes, voir Saili.
Alena Saili est une joueuse néo-zélandaise de rugby à sept née le 13 décembre 1998 à Porirua.

## Biographie
Elle a remporté avec l'équipe de Nouvelle-Zélande la médaille d'or du tournoi féminin des Jeux olympiques d'été de 2020, organisés à Tokyo, puis celle du tournoi féminin des Jeux olympiques d'été de 2024, organisés à Paris.